# Майкопська соборна мечеть

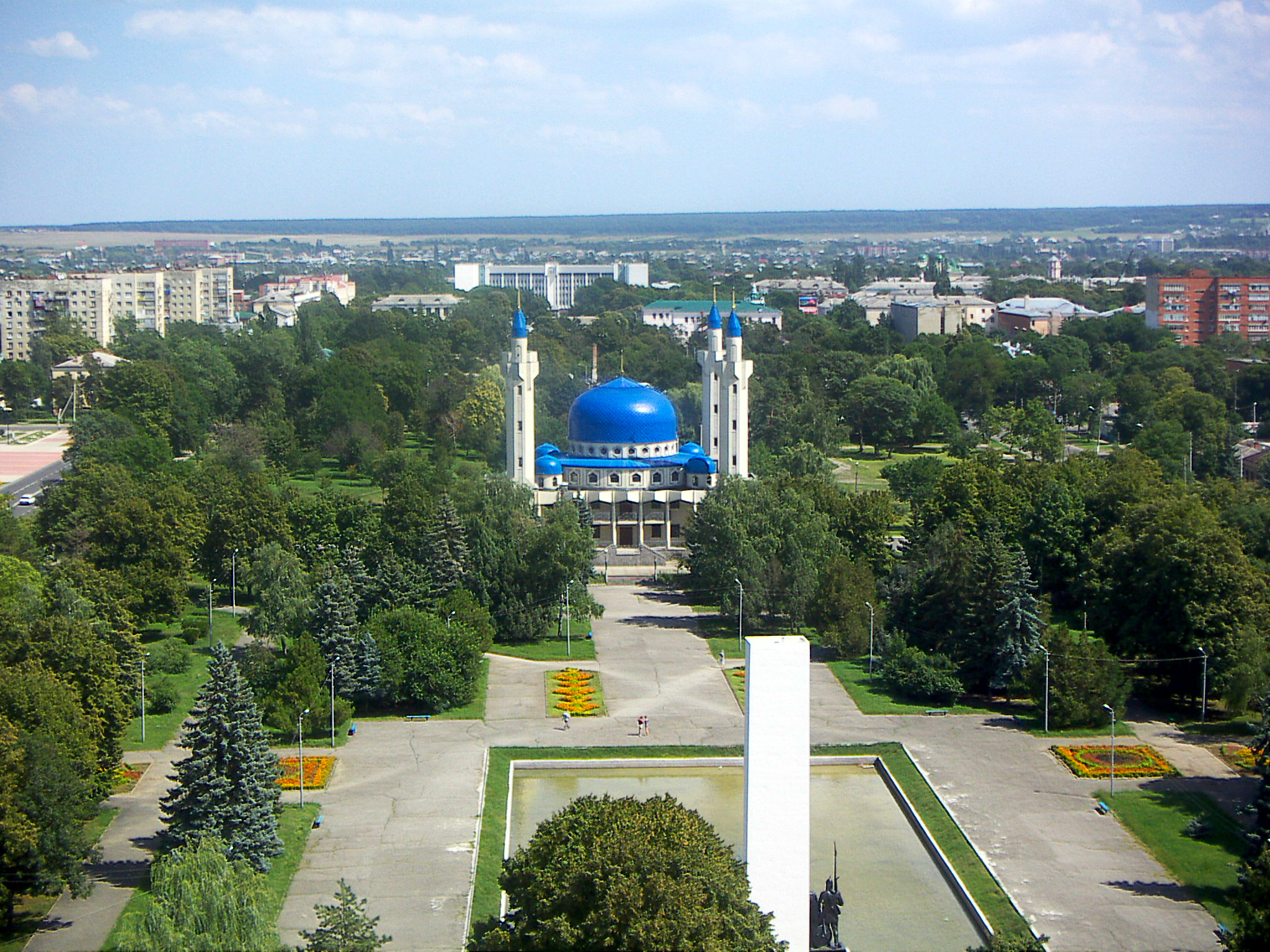

Майкопська соборна мечеть (адиг. Миек'уапэ йи гурит мещит) - головна соборна джума-мечеть міста Майкоп в Республіці Адигея. Також є резиденцією Духовного управління мусульман Республіки Адигея та Краснодарського краю. 

## Історія
Соборна мечеть міста Майкопа була побудована з ініціативи керівництва республіки та велося на власні кошти колишнього нащадного принца Рас-ель-Хаймі - Халіда Бін Сакр-аль-Кассімі, наслідного принца з роду Аль-Касімі. Проєкт будівлі був підготовлений заслуженим художником Республіки Адигея Абдулахом Берсіровим.
Будівництво соборної мечеті було розпочато у квітні 1999 року та завершено у жовтні 2000 року, у рекордні 18 місяців. 2 листопада 2000 року мечеть була урочисто відкрита для парафіян.

## Характеристики
Зовнішній фасад мечеті виконаний із білого каменю. Куполи і вершини мінаретів мають яскраво-синій відтінок, що символізують небо. Всього куполів 5, головний з яких розташований у центрі будівлі й оточений 4 меншими за розміром куполами, за якими йдуть 4 мінарети.
Внутрішні стіни мечеті прикрашені висловами з Корану, написаними сучасним кутастим шрифтом.